# Morvina
Morvina este un gen de fluturi din familia Hesperiidae. 

## Specii
- Morvina cyclopa
- Morvina falia
- Morvina falisca
- Morvina fissimacula
- Morvina lachesis
- Morvina lenia
- Morvina morvus
- Morvina para
- Morvina pelarge
- Morvina rema